# 4696 Arpigny
4696 Arpigny eller 1985 TP är en asteroid i huvudbältet som upptäcktes den 15 oktober 1985 av den amerikanske astronomen Edward L.G. Bowell vid Anderson Mesa Station. Den är uppkallad efter Claude Arpigny.
Den tillhör asteroidgruppen Koronis.